# Pravind Jugnauth

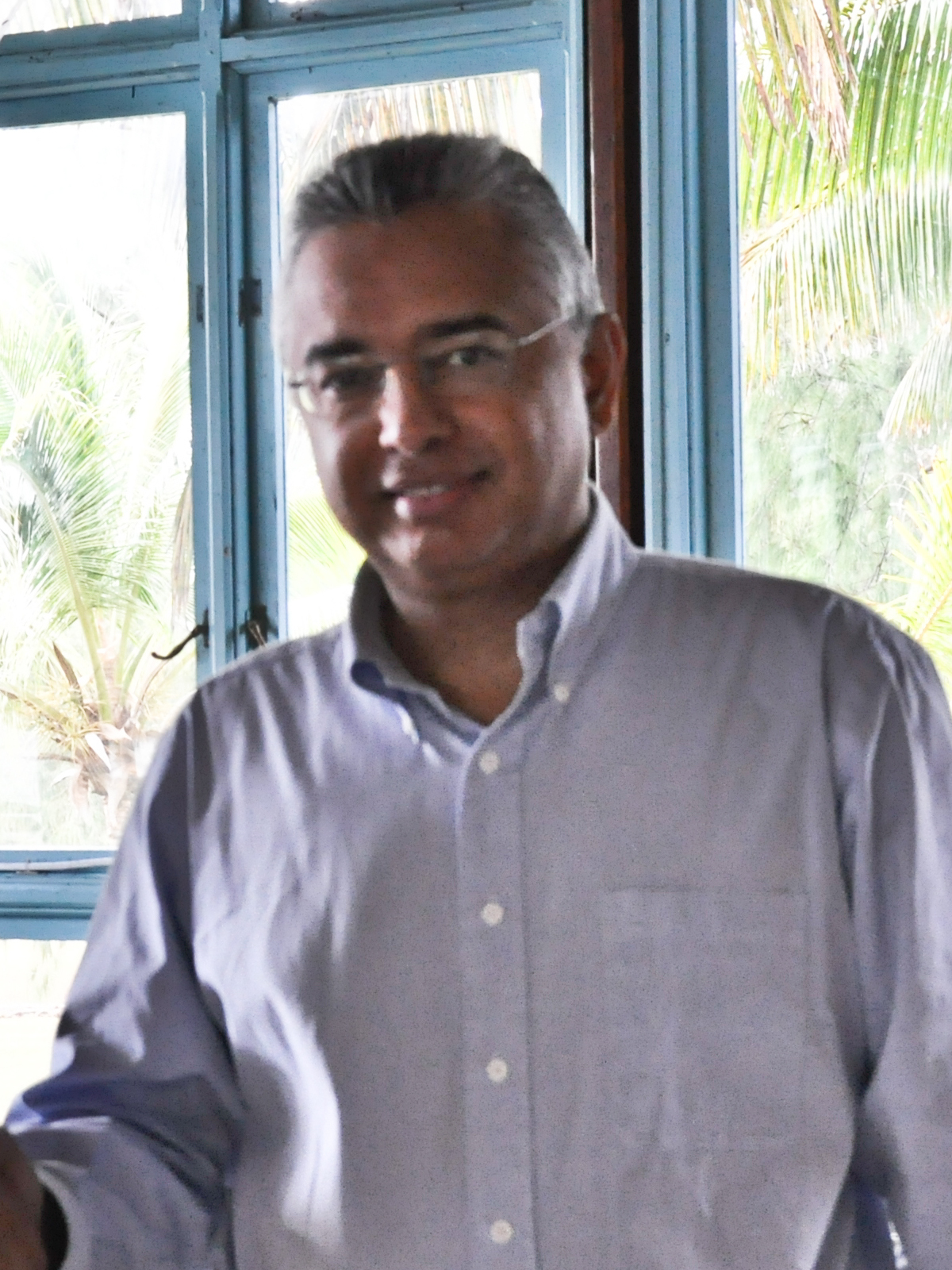
Pravind Jugnauth

Pravind Kumar Jugnauth (* 25. Dezember 1961 in La Caverne bei Vacoas-Phoenix, Mauritius) ist ein mauritischer Politiker, der von 2017 bis 2024 Premierminister von Mauritius war. In dieser Zeit hat er außerdem als Finanzminister des Landes amtiert. Derzeit ist er Vorsitzender der Mouvement Socialiste Militant (MSM), die von Dezember 2014 bis 2024 die Mehrheit in der Nationalversammlung hatte. Er gehört der indischstämmigen Bevölkerungsmehrheit des Inselstaates an und ist der Sohn des ehemaligen Premierministers Anerood Jugnauth.

## Leben
Er ist der einzige Sohn von Sir Anerood Jugnauth und Sarojini Ballah. Jugnauth studierte Rechtswissenschaften an der University of Buckingham. Der MSM trat er im Jahre 1987 bei.
Seit 2000 hatte er verschiedene Positionen in Regierung und Opposition inne. Ab 2000 war er Landwirtschaftsminister, bis 2003 stellvertretender Premierminister und Finanzminister von 2003 bis 2005. Während er von 2010 bis 2011 als Vizepremierminister und Finanzminister im Kabinett von Navin Ramgoolam amtierte, war er auch Parlamentsabgeordneter für den 8. Wahlkreis. Er verließ die Koalitionsregierung und wurde im September 2014 zum Führer der Opposition ernannt und war danach als Minister für Technologie, Kommunikation und Innovation nach dem Sieg des oppositionellen Bündnisses LEPEP bei den Parlamentswahlen 2014 von Dezember 2014 bis Juli 2015 tätig. Seit Mai 2016 ist er erneut Finanzminister. Am 23. Januar 2017 wurde er von seinem Vater Anerood Jugnauth nach dessen Rücktritt zum Premierminister ernannt.
2010 wurde er im Zuge einer Korruptionsaffäre zu einem Jahr Haft verurteilt. Er legte jedoch Berufung beim Obersten Gerichtshof von Mauritius ein und wurde dort freigesprochen.

## Persönliches
Jugnauth ist verheiratet und Vater von drei Kindern.